# Волшебный мир
Волшебный мир (ранее известный как «Волшебный мир Дж. К. Роулинг») — фэнтезийная медиафраншиза и общая вымышленная вселенная основанная на серии романов Дж. К. Роулинг.

## Телевидение

### Телесериал
В 2021 году появился слух о том, что разрабатывается сериал по вселенной «Гарри Поттера». Однако чуть позже HBO Max опровергли информацию о разработке сериала.
В декабре 2022 года генеральный директор Warner Bros. TV Ченнинг Данги подтвердил намерение студии расширять франшизу. 12 апреля 2023 года Warner Bros. анонсировала сериал во время презентации Warner Bros. Discovery для прессы и инвесторов. Тогда же стало известно, что сериал будет состоять из семи сезонов и выходить на протяжении десяти лет. Исполнительными продюсерами проекта стали Джоан Роулинг, Нил Блэр (продюсер фильмов серии «Фантастические твари») и Рут Кенли-Леттс.
12 апреля 2023 года HBO Max показал первый тизер сериала. Премьера первого сезона намечена на 2027 год.

### Официальные телешоу и спешлы
В 2021 году телеканал TBS в сотрудничестве с Cartoon Network запустили телеигру «Турнир факультетов Хогвартса» в честь 20-летия франшизы. В ней приняли участие актёры из фильмов о Гарри Поттере и Фантастических тварей.
В 2022 году был выпущен документальный спецэпизод, где главный каст актёров собрался и обсудил закадровые моменты.
В 2024 году вышло кулинарное шоу «Гарри Поттер: Волшебники выпечки».